# Henri Storck
Pour les articles homonymes, voir Storck.
Henri Storck est un cinéaste surtout documentariste belge né à Ostende le 5 septembre 1907 et mort à Uccle (Bruxelles) le 17 septembre 1999.
Auteur de plus de soixante films, célèbre pour des courts-métrages comme Misère au Borinage, son nom reste associé durablement à l’école documentaire belge, un peu à la manière d’un John Grierson dans le cas du mouvement britannique. 
Henri Storck commence par tourner des essais documentaires d'avant-garde sur sa ville natale puis, il expérimente le found footage et réalise quelques films militants.
Il travaille pendant l'occupation allemande. À la Libération, il devient en Belgique un cinéaste au statut quasi officiel, le Père du documentaire belge. Il a inspiré de nombreux cinéastes belges et les frères Dardenne, recevant la palme d'or pour Rosetta, lui ont rendu hommage.

## Biographie
Henri Storck est issu d'une famille de commerçants aisés. Il perd son père à l'âge de seize ans et doit interrompre ses études secondaires pour s'occuper avec sa mère du magasin de chaussures familial. En 1924, il devient président de l'Association des marchands de chaussures de la Flandre-Occidentale mais continue son éducation. Il découvre la littérature française moderne et se prend de passion pour Max Jacob. Ami de Félix Labisse, il fréquente les peintres Ensor, Permeke et Spilliaert. Il dessine lui-même et son ambition est de faire, grâce au cinéma, une œuvre plastique dotée du mouvement. Le photographe ostendais Arthur Pottier l'initie à sa technique. 
Le 11 février 1927, Storck est bouleversé par une projection de Moana de Robert Flaherty au Club du Cinéma de Bruxelles. Il crée en 1928 un ciné-club à Ostende et y projette les films d'Eisenstein et de René Clair.
Il fait l'acquisition d'une caméra professionnelle 35 mm Kinamo et réalise en 1929 son premier court-métrage, Images d'Ostende. L'année suivante, il devient « cinégraphiste » officiel de la ville d'Ostende, dont il relate les évènements marquants. Il installe son propre laboratoire de développement et de tirage. De ces prises de vues d'actualité, il extrait les images cocasses des baigneurs qui constituent la trame de Trains de plaisir (1930). Il réalise aussi deux films de commande: Une pêche aux harengs et Le sauvetage à la côte belge, tout en tournant un essai surréaliste, aujourd'hui disparu, dont il a écrit le scénario avec Félix Labisse : La mort de Vénus. Ostende, reine des plages, un montage des trente-cinq reportages tournés pour la Ville, sera sonorisé ultérieurement et bénéficiera de l'une des premières partitions musicales de Maurice Jaubert (1931).
Au début des années 1930, il rencontre Joris Ivens et Jean Vigo au Palais des beaux-arts de Bruxelles lors d'une programmation autour du cinéma expérimental (Deuxième Congrès international du Cinéma indépendant). Les trois cinéastes avaient tourné, chacun dans son coin (Ostende, Rotterdam et Nice), le même genre de films (essai documentaire sur une ville d'eau).
Images d’Ostende (1929-1930) peut être perçu comme « un choc poétique et cinétique, sans fiction ni son, qui dégage le cinéma de son obligation narrative pour le rendre au monde des sensations que lui seul peut porter. ». En 1931, il rentre à la Gaumont dont il démissionne rapidement désavouant la politique mercantile du studio de production.

Fort de l'expérience acquise en France, Henri Storck rentre à Ostende au printemps 1931. Il y crée une maison de production (Ankerfilm) et tourne un petit film de fiction qui sera sonorisé à Paris l'année suivante: Idylle à la plage. Storck espère toujours faire carrière à Paris, où il multiplie les contacts à l'occasion de l'achèvement d'Idylle. Pour survivre, il tourne à Anvers les travaux du tunnel de l'Escaut. Il réalise à partir d'actualités de 1928 (l'année du pacte Briand-Kellogg qui devait mettre la guerre hors la loi) un film violemment antimilitariste, Histoire du soldat inconnu (1932, sonorisé en 1959). Dans cette charge sarcastique de onze minutes qui dénonce de manière radicale les alliances préjudiciables entre les pouvoirs financiers, l'Église et l'armée, Storck oppose les discours pacifistes des politiciens et les énormes dépenses consacrées à la défense militaire. Le film est interdit par la censure française en 1932. Henri Storck a dit : 
« Maintenant était venu le temps des marchands de canons, grâce à la politique des grands pays. Mais le pauvre soldat inconnu, assassiné comme une bête, on ne cessait de lui rendre des honneurs, on l’enterrait en grande pompe… Ce film n’a pas de commentaire. Il est une galerie d’hommes politiques et de chefs d’États. »
Ado Kyrou écrit, dans la préface à « La Courte Échelle », scénarios non réalisés de Storck (éditions Le Daily-Bull), que c’est « un montage de films d’actualités ridiculisant avec une santé toute flamande l’hypocrisie des politiciens qui préparent la guerre pendant qu’ils signent des pactes d’amitié ». Pour ce film, Henri Storck innove en étant l'un des premiers cinéastes à utiliser la technique du found footage.
Henri Storck rencontre à Paris les artistes d'avant-garde et se radicalise. Durant l'été 1933, Louis Aragon le charge de créer en Belgique la section belge de l’Association des écrivains et artistes révolutionnaires (AEAR). Il la crée sous le nom d’Association révolutionnaire culturelle (ARC) le 22 avril 1934. Parmi les membres fondateurs, intellectuels et surréalistes, figure André Thirifays, le futur directeur de la Cinémathèque de Belgique, alors animateur du Club de l'écran à Bruxelles. Celui-ci est alerté par le docteur Hennebert de la misère où sont plongés les mineurs du Borinage après la grande grève de 1932, que le gouvernement a brisé brutalement. André Thirifays propose à Henri Storck de témoigner de ce drame par l'image. Indigné, bouleversé, ce dernier décide d'associer au projet le cinéaste hollandais Joris Ivens, communiste convaincu. Et les deux hommes réaliseront ensemble le documentaire militant Misère au Borinage (1933, sonorisé en 1963) qui dénonce la misère des mineurs et la sauvagerie de l'exploitation prolétarienne au Borinage.
La même année 1933, Henri Storck tourne Trois vies et une corde (musique de Maurice Jaubert), l'un des tout premiers films sur l'alpinisme et s'établit à Bruxelles. Il fonde la société Cinéma-Edition-Production (CEP), qui prospère : elle produit vingt films de 1934 à la veille de la Seconde Guerre mondiale.
En 1938, Storck réalise seul un autre film militant Le Patron est mort. Ce travail de commande relate l'annonce de la mort du président du Parti ouvrier belge Émile Vandervelde, ses obsèques et l'émotion de la classe ouvrière. Avec André Thirifays et Pierre Vermeylen, il fonde la Cinémathèque royale de Belgique.
Durant la Seconde Guerre mondiale, pendant l'occupation allemande, Storck continue son travail de cinéaste et tourne en quatre parties, correspondant aux quatre saisons, La Symphonie paysanne, hymne à la nature, la terre et le travail de l'homme.
Après la guerre, Storck caresse le projet d'en revenir à la fiction pure, abandonnée depuis Idylle à la plage. Après le banc d'essai d'un court-métrage basé sur le problème de l'enfance délinquante (Au carrefour de la vie, 1949), il réalise un long métrage sur un scénario de Charles Spaak, Le Banquet des fraudeurs (1951). Le film est interprété notamment par Françoise Rosay et Paul Frankeur. Fidèle à l'esprit du cinéma du réel, Storck illustre une série de problèmes sociaux en prenant prétexte de la naissance du Benelux. Il traite avec humour, des embarras du passage des frontières dans un village belge situé au carrefour de l'Allemagne et des Pays-Bas. Il plaide ainsi de manière plaisante en faveur de la future Union européenne.
En 1958, il supervise, à l'initiative de la Fondation internationale scientifique, créée par le roi Léopold III, la réalisation d'un film du cinéaste allemand Heinz Sielmann intitulé Les Seigneurs de la forêt sur la fin de la colonisation belge. Désireux de présenter des œuvres où l'image et le son sont mis en avant et la parole absente, il produit, en 1961, Les Dieux du feu, célébrant la fabrication de l'acier dans les hauts-fourneaux de Wallonie, Grand Prix de la Commission supérieure technique du cinéma français, puis, en 1970-71, Fêtes de Belgique, somme comportant dix volets de reportages sur les fêtes populaires.
À la fin de sa vie, Storck se consacre à la conservation du patrimoine artistique belge et soutient diverses structures de formations cinématographiques. Il projette la création d'un prix Henri Storck destiné à récompenser un film documentaire faisant « connaître ou découvrir un aspect de la réalité, d’une manière forte et originale ». La réalisation concrète (1995) de ce projet est l'œuvre du Fonds Henri Storck.
Henri Storck meurt aveugle en 1999 à l'âge de 92 ans.

## Henri Storck, acteur
Henri Storck a été comédien dans deux films-clé de l'histoire du cinéma : 
- Zéro de conduite de Jean Vigo (1933), dans le rôle du prêtre
- Jeanne Dielman, 23, quai du commerce, 1080 Bruxelles de Chantal Akerman (1975), dans le rôle d'un client de la prostituée
- Babel / Lettre à mes amis restés en Belgique (1991), de Boris Lehman.

## Cinéma sur l'art
Henri Storck est aussi l'un des pionniers du film sur l'art. Dès 1944, il filme quelques tableaux de Paul Delvaux, dont il évoque avec intensité l'univers onirique. La bande sonore de ce film, en noir et blanc, est un mixage de la musique originale d'André Souris et du poème que Paul Éluard a consacré à Delvaux, la voix même du poète répondant aux images du peintre (Le monde de Paul Delvaux, 1944, sonorisé en 1946). Il consacrera plus tard un autre film, en couleurs cette fois, au même artiste (Paul Delvaux ou les femmes défendues, 1969-1970). Réalisé avec le critique d'art Paul Haesaerts, qui en a écrit le scénario, Rubens (1948) est une longue exploration tantôt didactique, tantôt lyrique, de l'œuvre du grand peintre baroque. Sa nouveauté lui valut le grand prix du documentaire du Festival de Venise en 1949. La Fenêtre ouverte (1952), une commande des cinq pays signataires du traité de Bruxelles, plonge le spectateur dans les paysages les plus célèbres, peints par les artistes belges, français, anglais, hollandais. En 1962 il présente en deux volets l'univers du peintre Félix Labisse (Le bonheur d'être aimée, Les malheurs de la guerre). Enfin, il coréalise en 1984-1985, avec Patrick Conrad, un film sur l'expressionniste flamand Permeke.

## Henri Storck, producteur
- Monsieur Wens en croisière (1940[9]) de Georges Jamin
- Les Seigneurs de la forêt (1958) de Heinz Sielmann et Henry Brandt (version anglophone, avec la voix d'Orson Welles, titrée Masters of the Congo Jungle.)
- Jeudi on chantera comme dimanche (1966) de Luc de Heusch

## Storck et l'Occupation
En août 2006, la RTBF ouvre son journal télévisé sur cette information qualifiée d'exclusive : Henri Storck aurait collaboré sous l'Occupation. Pour pouvoir continuer à tourner, le réalisateur se serait affilié à la Guilde du film, organisme d'Ordre nouveau régentant le monde du cinéma belge entre 1940 et 1944, y exerçant même des fonctions à haute responsabilité. Une polémique s'ensuit alors, tant dans la presse écrite de Belgique francophone que par voies cybernétiques.
Le scoop annoncé n'a pourtant rien de neuf : en 1999, le livre La Kermesse héroïque du cinéma belge de Frédéric Sojcher avait déjà fait état de certains faits troublants concernant l'implication de Storck avec l'occupant allemand durant la Seconde Guerre mondiale. Il rappelait ainsi qu'Henri Storck fut nommé chef suppléant de la Guilde du Film. Il rapprochait également la sacralisation de la terre perceptible dans Symphonie paysanne, le film que Storck tourna entre 1942 et 1944, d'un certain "romantisme" fasciste.
S'agit-il là de l'activité banale d'un réalisateur contraint à travailler sous l'Occupation pour survivre, ou d'une plus profonde compromission idéologique d'un homme pourtant proche au début des années 1930 du monde communiste ? Sur demande de la Communauté française de Belgique, le Centre d'études guerre et société (CEGES) a mis sur pied en 2008 un projet d’étude destiné à trancher la question. Cette recherche historique à présent publiée, s'appuyant sur de nombreuses archives jusqu'alors inexplorées, a montré combien Henri Storck était résolu, malgré l'Occupation, à filmer à tout prix. Peu semblait alors lui importer l'idéologie, sa survie économique et son ambition artistique constituant le ressort de ses activités. À cet égard, la guerre diffère peu du temps de paix : le réalisateur se voit contraint tout au long de sa carrière de multiplier les films de commande, au profit d'institutions parfois antagonistes sur le plan politique. C'est bien à ce prix que Storck put bâtir une filmographie destinée à entrer dans l'histoire du cinéma belge, parsemée de quelques chefs-d'œuvre au premier rang desquels sa controversée Symphonie paysanne.

## Vie privée
Henri (Henricus Josephus Desiderius) Storck fut l'époux de Simone Callebaut. Le couple eut deux filles, Marie et Françoise.
Marie, née en 1934, devient à 17 ans l'assistante de son père et se marie à l'âge de 18 ans avec Luc de Heusch, qui aura trois autres épouses.
Veuf, Henri Storck épousa Joséphine de Brocas de Lanause, puis a été le compagnon de Virginia Haggard-Leirens qui fut son assistante photographe.

## Filmographie
1927-1928
- Films d'amateur sur Ostende

1929-1930
- Pour vos beaux yeux - 8 min
- Images d'Ostende - 12 min

1930
- Une pêche au hareng - 15 min
- le Service de sauvetage à la côte belge - 18 min
- Les Fêtes du Centenaire - 7 min
- Trains de plaisir - 8 min
- Films abstraits dessinés sur pellicule
- La Mort de Vénus - 10 min
- Suzanne au bain - 10 min

1931
- Une idylle à la plage - 35 min
- Ostende, reine des plages - 11 min
- Daïnah la métisse de Jean Grémillon : Assistant réalisateur

1932
- Les Travaux du tunnel sous l'Escaut - 20 min
- Histoire du soldat inconnu - 10 min (une version sonorisée existe depuis 1959)
- Sur les bords de la caméra - 10 min

1933
- Trois vies et une corde - 33 min
- Misère au Borinage - 28 min (réalisé avec Joris Ivens ; une version sonorisée existe depuis 1963)

1934
- Création d'ulcères artificiels chez le chien - 15 min
- La Production sélective du réseau à 70 kVA - 20 min

1935
- Électrification de la ligne Bruxelles-Anvers - 20 min
- L'Ile de Pâques - 26 min
- Le Trois-mâts Mercator - 23 min
- Cap au Sud - 25 min
- L'Industrie de la tapisserie et du meuble sculpté - 13 min
- Le Coton - 13 min

1936
- Les Carillons - 13 min
- Les Jeux de l'été et de la mer - 14 min
- Sur les routes de l'été (Produit par le Service Belgo-Luxembourgeois du Tourisme, court métrage de quatorze minutes destiné à mettre en évidence les attraits touristiques du sud de la Belgique[16].)
- Regards sur la Belgique ancienne - 20 min

1937
- La Belgique nouvelle - 26 min
- Un ennemi public - 27 min
- Les Maisons de la misère - 30 min

1938
- Comme une lettre à la poste - 25 min
- La Roue de la fortune - 15 min
- Terre de Flandre - 11 min
- Vacances - 11 min
- Le Patron est mort - 31 min
- Pour le droit et la liberté à Courtrai[17] - 13 min

1940
- La Foire internationale de Bruxelles - inachevé

1942-1944
- Symphonie paysanne : Le Printemps - 31 min
- Symphonie paysanne : l'Été - 23 min
- Symphonie paysanne : Noces paysannes - 19 min
- Symphonie paysanne : l'Automne - 20 min
- Symphonie paysanne : l'Hiver - 22 min

1945
- Rencontre d'artistes - 7 min

1946
- Le Monde de Paul Delvaux - 11 min (en collaboration avec René Micha)

1947
- La Joie de revivre - 13 min

1948
- Rubens - 65 min (réalisé avec Paul Haesaerts)

1949
- Au carrefour de la vie - 28 min

1950
- Carnaval - 15 min

1951
- Le Banquet des fraudeurs - 90 min avec Françoise Rosay, Raymond Pellegrin, Arthur Devère, Paul Frankeur, Jean-Pierre Kérien, Marguerite Daulboys, etc.

1952
- La Fenêtre ouverte - 18 min

1953
- Herman Teirlinck - 55 min

1954
- Les Belges et la mer - 15 min
- Les Portes de la nation - 15 min

1953-1954
- Le Tour du monde en bateau-stop - 20 min

1955
- Le Trésor d'Ostende - 24 min
- Dix reportages sur le Congo belge, l'Argentine et le Brésil

1956
- Décembre, mois des enfants - 21 min 30 s

1957
- Couleur de feu - 45 min

1960
- Les Gestes du silence - 15 min

1961
- Les Dieux du feu - 12 min
- L'Énergie est à vous - 20 min (réalisé avec Philippe Arthuys)

1962
- Variations sur le geste - 23 min
- Le Bonheur d'être aimé ou Félix Labisse - 14 min
- Les Malheurs de la guerre - 11 min

1963
- Plastiques

1964
- Matières nouvelles - 17 min
- Enquête sociologique en Yougoslavie

1965
- Le Musée vivant - 34 min

1970-1971
- Paul Delvaux, ou les femmes défendues - 18 min
- Fêtes de Belgique : Le Carnaval d'Ostende - 12 min 30 s
- Fêtes de Belgique : Le Mardi gras à Alost - 11 min 30 s
- Fêtes de Belgique : Le Carnaval de Malmédy - 12 min 30 s
- Fêtes de Belgique : Le Théâtre de rues à Malmedy - 11 min 30 s
- Fêtes de Belgique : Les Gilles de Binche - 26 min
- Fêtes de Belgique : La Plantation de Meyboom et le théâtre de Toone à Bruxelles - 14 min 30 s
- Fêtes de Belgique : La Procession du Saint-Sang à Bruges, les pénitents de Furnes - 12 min 45 s
- Fêtes de Belgique : Les Blancs Moussîs de Stavelot et la Ducasse de Mons - 13 min 30 s
- Fêtes de Belgique : La Passion du Christ à Lessines et à Ligny
- Fêtes de Belgique : Les Fêtes d'Outremeuse à Liège - 14 min 30 s
- Fêtes de Belgique : Les Chinels de Fosses
- Fêtes de Belgique : Les Grands-més de La Louvière
- Fêtes de Belgique : le Tir des Campes à Liège - 12 min

1975 
- Fifres et tambours d'entre Sambre et Meuse - 21 min
- Les Marcheurs de Sainte Rolande - 17 min
- Les Joyeux tromblons - 16 min

1978
- Le Chant du peintre - 11 min

1985
- Permeke - 90 min (réalisé avec Patrick Conrad)

## Littérature
En avril 1996 sort aux Éditions du Seuil Ça c'est trop fort !, un livre de saynètes pour marionnettes écrites par Henri Storck et illustrées par Marco Paulo.

## Titres et distinctions
- Docteur honoris causa de la Vrije Universiteit Brussel (1978) et de l'Université libre de Bruxelles (1995)
- cofondateur avec André Thirifays et Pierre Vermeylen, de la Cinémathèque de Belgique (1938)
- président d'honneur de l'Association belge des auteurs de films et de télévision (1992)
- membre fondateur de l'Association internationale des documentalistes (AID, 1963)
- professeur à l'Institut des arts de diffusion (IAD) à Bruxelles (1966-1968)
- Chevalier de l'ordre de Léopold en 1957